# Odette Keun
Odette Zoé Keun (Pera, 10 september 1888 - Worthing, 14 maart 1978) was een onorthodoxe Nederlandse socialiste en schrijver.

## Jeugd
Keun werd geboren in het dorpje Pera in de provincie Istanboel, als dochter van Gustave Henri Keun, secretaris van het Nederlandse consulaat van het Ottomaanse Rijk te Constantinopel, en de Italiaanse-Griekse Helene Lauro. 
Gustave Keun was een nazaat van Bernard Keun die zich in 1756 als Nederlands predikant in Smyrna had gevestigd. Zijn nakomelingen werkten in het bank- en het verzekeringswezen en, zoals Gustav Henri, bij het Nederlands consulaat. Odette groeide op in een gezin met zes kinderen, deels uit eerdere huwelijken van haar ouders. Ze gold als de meest temperamentvolle dochter. Toen ze 13 jaar oud was, stierf haar vader. Het verlies aan status van het gezin had tot gevolg dat ze ook op de Engelse school met een lagere status genoegen nemen moest. Daartegen kwam ze zodanig fel in opstand dat na enige tijd werd besloten haar naar een Limburgse nonnenschool te sturen. Enige jaren na het behalen van het diploma, trad ze zelf tot de dominicanessen in Tours (Frankrijk), waar ze les ging geven aan welgestelde meisjes. In 1911 trad ze uit. Niet alleen begon het dogmatische van de Rooms-Katholieke Kerk haar tegen te staan, ook de rol die de dominicanen speelden bij de bestrijding van de ketters geachte Katharen. Bovendien voelde ze zich, na het overlijden van haar moeder in 1911, geroepen de zorg voor haar jongere zusjes op zich te nemen. Ten slotte had ze behoefte aan mannelijke liefde.

## Liefde en engagement
Keun werkte na haar terugkeer in Constantinopel bij het Amerikaanse consulaat. Daarnaast begon ze te schrijven. In haar eerste roman Les Maisons sur le sable (1914) beschreef ze haar afscheid van het geloof, haar opvattingen over sociale problemen en haar amoureuze wensen.
De Eerste Wereldoorlog leidde haar naar Parijs, en ze ging in 1915 in Rouen voor het Rode Kruis werken. Een jaar later hadden verschillende geheime diensten belangstelling voor haar omdat ze forse kritiek uitte op de Britse en Franse koloniale politiek. 
Nadat ze verliefd op hem was geworden, reisde ze haar minnaar Bernard Lavergne achterna die zich vestigde in Algiers. Ze trok te paard de woestijn in en droeg bij aan de gezondheidszorg voor de Berbers. Haar maatschappelijke betrokkenheid bleek verder uit haar oproep voor de Berbers betere voorzieningen te eisen. Haar eigenzinnigheid kwam verder tot uiting in haar kleding: ze trok zich van kledingvoorschriften niets aan en droeg een broek, slobkousen en een panamahoed.  
Een nieuwe liefde, de Georgische prins Grisha, bracht haar naar de Georgische hoofdstad Tbilisi. Nadat de Russen in 1921 Georgië onderwierpen, bleef  Keun in het land om te zien hoe de communistische leer in praktijk werd gebracht. Daarover berichtte ze in positief-kritische zin, in de westerse socialistische pers en in het boek Au Pays de la Toison d’Or (1924). Vanwege haar activiteiten in Algiers bleef ze de belangstelling van de Franse geheime dienst houden. Tijdens haar verblijf in Constantinopel werd ze in 1921 echter gearresteerd door de Britse militaire politie die haar opvattingen te communistisch vond, en haar na enige dagen afleverde in het Russische Sebastopol. Daar werd ze als Britse spion gezien, uitvoerig door de Tsjeka verhoord en enkele dagen met andere gevangenen vastgezet. Ze werd overgebracht naar Simferopol, waar ze enkele maanden verbleef. Ten slotte mocht ze onder slechte omstandigheden doorreizen naar Charkov. Hier werd ze voorwaardelijk in vrijheid gesteld.
Over de vormgeving van het socialisme deed ze uitvoerig verslag in het boek Sous Lénine. Notes d’une femme déporté en Russie par les Anglais (1922). Na allerlei omzwervingen via Moskou en Georgië belandde ze weer in Parijs. Constantinopel was door de turbulente politieke gebeurtenissen geen optie meer. 
Uiteindelijk wist ze haar grote liefde te verleiden, de eveneens maatschappijkritische H.G. Wells. Deze had een enthousiaste recensie geschreven van haar My adventures in Bolshevik Russia, wat de directe aanleiding was voor hun contact. Na een briefwisseling vol passie reisde de toen 36-jarige Keun in 1924 naar Genève en verleidde daar in een hotelkamer de getrouwde Wells, toen 58 jaar oud.  Het was het begin van een relatie die tot 1933 duurde. Ze gingen samenwonen in Magagnosc bij Grasse, en woonden later in de villa Lou Pilou die ze in Grasse hadden laten bouwen. Wells droeg twee werken aan Keun op.

## Einde
In de jaren dertig woonde en werkte Keun in de Verenigde Staten, waar ze onder meer haar boek A Foreigner Looks at the TVA schreef, over de organisatie van de Tennessee Valley Authority als een lichtend voorbeeld en model voor een participatieve liberale democratie. Vanaf 1939 woonde Keun in Engeland, waar ze in 1978 op 89-jarige leeftijd overleed te Worthing.

## Privé en passie
Keun staat te boek als een gepassioneerde en eigenzinnige vrouw, die een bijzondere verhouding had met mannen, niet in de laatste plaats met haar vader. Ze gehoorzaamde haar vader zelden, zelfs niet als deze haar met de zweep sloeg, terwijl ze toch zei bewondering voor hem te hebben en ze zich door hem gevormd voelde. Ze had veel verhoudingen met getrouwde mannen, die ze vaak adoreerde. Tegelijk was ze een  feministe die zich niet snel de les liet lezen. Ook met het socialisme had ze een ondogmatische relatie en toonde ze zich onconventioneel. Ze was socialiste maar kritiseerde het "reëel bestaande socialisme" of communisme in de Sovjet-Unie, en zocht naar een democratische variant. Veel van haar opvattingen en privé-verwikkelingen zijn te boek gesteld in haar publicaties die als sterk autobiografisch worden beschouwd.

## Publicaties (selectie)
- (fr)  Les Maisons sur le sable. Paris, Sansot, 1914.
- (fr)  Mesdemoiselles Daisne de Constantinople. Paris, Sansot, 1917
- (fr)  Les oasis dans le montagne. Paris, Calmann-Lévy, 1919
- (fr)  Une femme moderne. Paris, Flammarion, 1921
- (fr)  Sous Lénine. Notes d'une femme déportée en Russie par les Anglais. Paris, Flammarion, 1922
  - (en)  My Adventures in Bolshevik Russia. London, Bodley Head, 1923
- (fr)  Au pays de la Toison d'or. En Géorgie menchéviste indépendante. Paris, Flammarion, 1923
  - (en)  Prince Tariel : a story of Georgia. - London, Jonathan Cape, 1925
  - (nl)  Prins Tariel. Een verhaal uit Georgië.  Vertaald door C.F. van der Horst Amsterdam, NV Ontwikkeling, 1926
- (fr)  La capitulation. Paris, Malfère, 1929
- (en)  A foreigner looks at the British Sudan. London, Faber & Faber, 1930
- (fr)  Dans l'Aurès inconnu, inconnu. Soleil, pierres et guelâas. Abbeville/Paris, Malfère, 1930
- (en)  I discover the English. London, Bodley Head. 1934
- (en)  Darkness from the north. London, Brinton, 1935
- (en)  A Foreigner looks at the TVA. New York, Longmans, Green and Co, 1937. (Orig.: artikel in National Municipal Review, 1937, 26: 5). Repr. 1973
- (en)  I think aloud in America. London, Longmans & Co., 1939
- (en)  Continental stakes; marshes of invasion, valley of conquest and peninsula of chaos. London, Br. Cont. Syndicate, 1944
- (en)  Trumpets bray - the why of Fascism, and the wherefore of Mussolini. London, Constable & Co, 1944
- (en)  Soliloquy on some matters of interest to the author, 1960

- Bibliothèque nationale de France: cb12736018s (data)
- International Standard Name Identifier: 0000 0001 0969 2515
- Library of Congress Control Number: nb98005320
- Nationale Bibliotheek van Tsjechië: xx0220685
- Nationale Bibliotheek van Israël: 987007284253505171
- Nationale Bibliotheek van Polen: a0000002600135
- Nederlandse Thesaurus van Auteursnamen: 072325216
- Système universitaire de documentation: 073925314
- Virtual International Authority File: 47786618
- WorldCat: E39PBJfWXjJwPfRFVXXWMTgh73